# The Peddlers
The Peddlers was een Britse popjazzband uit de jaren 1960 en 1970.

## Bezetting en mutaties
- Roy Phillips (geb. 5 mei 1941 in Parkstone, Dorset - overleden 24 april 2025 in Christchurch in Nieuw-Zeeland (zang, keyboards)
- Tab Martin (geb. als Alan Brearley, 24 december 1944 in Liverpool) – (bas)
- Trevor Morais[3] (geb. 16 oktober 1943 in Liverpool) – (drums)

De drie muzikanten hadden voorheen al in verscheidene bands ervaring opgedaan. Phillips was gitarist bij de door Joe Meek geproduceerde r&b-band The Dowlands, Martin bij The Tornados en Morais bij Farron's Flamingos, een band die begin jaren zestig in Liverpool veelvuldige cluboptredens en een trouwe fanschare had.
In 1972 verliet Trevor Morais de band. Roy Phillips en Tab Martin bleven nog tot 1976 bij de band en namen verdere platen op (als laatste bij EMI Music), zonder op de zich veranderende muziekmarkt nog blijvende indrukken te kunnen achterlaten. Morais opvolger als drummer werd Paul Johnston. Phillips trok zich vervolgens geheel uit de muziekbusiness terug en woonde al meer dan 20 jaar in Nieuw-Zeeland. Hij stierf daar op 81-jarige leeftijd. Martin werkt inmiddels als studiomuzikant en emigreerde dan naar Portugal. Morais had eveneens bij opnamen van andere artiesten gespeeld, waaronder Bryan Ferry, verhuisde daarna naar Zuid-Spanje en leidt tegenwoordig een platenstudio in Málaga.

## Muziekstijl
De band speelde een vaak geïmproviseerde, soul-jazz-achtige stijl, die ver van de rock-'n-roll van hun voorgaande bands verwijderd was. Martin en Morais vormden een ingespeelde ritmesectie, die zorgde voor dynamiek en drive, waarbij het basspel met lange noten ook muzikaal accenten uitzette. Phillips zong met een diepe stem en beheerste zijn orgel meesterlijk. Desondanks verloor de band, die op het podium meestal geheel in zwart gekleed was en ook de haarmode van de middelste jaren 1960 negeerde, nooit het poppubliek uit het oog. Derhalve was de band tijdens hun talrijke verbintenissen in de rokerige beatkelders net zo thuis als in de jazzclubs in het gehele Verenigd Koninkrijk. Allmusic.com vergelijkt hun muziek met de vroege Brian Auger & The Trinity.

## Geschiedenis
Spoedig na de oprichting hadden The Peddlers een platencontract bij Philips Records getekend en waren ze begin 1965 met een bluesachtige versie van Let The Sunshine In voor de eerste keer vertegenwoordigd in de Britse top 50. Dit succes konden ze met twee daarna geproduceerde lp's niet evenaren, maar hun talrijke optredens in de nobele Londense clubs werden net als de optredens op de podia van Noord-Engelse industriesteden goed bezocht. Tot hun bekendste fans behoorden toentertijd al The Rolling Stones en prinses Margaret.
In 1967 stapte de band over naar CBS Records en begin 1968 kreeg de groep het voor elkaar om met hun lp Freewheelers in de Longplay-hitparade te komen. Deze en de volgende beide platen werden geproduceerd en gearrangeerd door Keith Mansfield. Nog in hetzelfde jaar verscheen hun tweede lp Three in a Cell bij CBS Records. De band toerde tussen de opnamesessies ook verder door het Verenigd Koninkrijk en plaatste in 1969 hun single Birth in de Britse top 20. Deze titel was ook afkomstig uit de pen van Roy Phillips, net als enkele andere bekende songs, die ook voorkomen op hun succesvolle lp Birthday, zoals Girlie en Southern Woman. Tot hun repertoire behoorden echter ook composities van andere jazz-, blues- en folkgrootheden als Rube Bloom/Johnny Mercer, Willie Dixon, Pete Seeger en Jimmy Webb, die ze aan hun eigen stijl aanpasten. Hun melodieën waren rond 1970 bovendien vaak te horen in de intro's van BBC-programma's. In 1971 schreven en speelden ze de soundtrack voor de film Goodbey Gemini, intussen weer bij Philips Records. Ze publiceerden ook nog twee singles, die echter niet aan het succes van Birth konden evenaren.
In 2002 had CBS Records een cd-box met de drie lp's van 1968/1969 en verschillende singles en enkele niet-gepubliceerde opnamen uitgebracht, welke verkoopcijfers aantonen, dat de band ook tegenwoordig nog de interesse geniet van de Britse muziekliefhebber.

## Discografie

### Singles
- 1965: Let the Sunshine In
- 1969: Birth
- 1969: Girlie
- 1971: Georgia on My Mind
- 1972: Suite London

### Albums
- 1966: The Fantastic Peddlers (Philips)
- 1967: Live at the Pickwick (Philips)
- 1968: Freewheelers (CBS)
- 1968: Three in a Cell (CBS)
- 1969: Birthday (CBS; 200? geherpubliceerd bij Epic)
- 1971: Goodbye Gemini [soundtrack] (DJM)

### Herpublicaties/anthologien
- 1974: The Best Of The Peddlers (CBS)
- 1999: Part One (Sony Jazz)
- 2000: Live at the Pickwick/Three for All (See For Miles)
- 2002: How Cool Is Cool...The Complete CBS Recordings (Columbia)
- 2006: Listen Now! Suite London (Universal/Mercury)

### Enkele titels op samplers
- 1997: Groovy, Vol. 2: A Collection of Rare Jazzy Club Tracks (Performer)
- 1999: Diggin' Deeper 4 - The Roots Of Acid Jazz (Performer)
- 2000: Hammer Film Music Collection, Vol. 2 (Performer)
- 2002: Lost Continent – Original Soundtrack (Performer)